# Characella laevis
Characella laevis är en svampdjursart som beskrevs av Lebwohl 1914. Characella laevis ingår i släktet Characella och familjen Pachastrellidae. Inga underarter finns listade i Catalogue of Life.